# آندریا مازارانی
آندریا مازارانی (انگلیسی: Andrea Mazzarani؛ زادهٔ ۶ نوامبر ۱۹۸۹) بازیکن فوتبال اهل ایتالیا است.
از باشگاه‌هایی که در آن بازی کرده‌است می‌توان به باشگاه فوتبال مودنا، باشگاه فوتبال ویرتوس انتلا، باشگاه فوتبال اودینزه، باشگاه فوتبال کروتونه، باشگاه فوتبال نووارا، و باشگاه فوتبال ناپولی اشاره کرد.
وی همچنین در تیم‌های ملی فوتبال زیر ۱۹ سال ایتالیا و زیر ۲۰ سال ایتالیا بازی کرده‌است.